# التسديس (شعر)
المسدسات (الأردية: مسدس) هو نوع من الشعر مشهور في الشعر الأردي، حيث تتكون كل وحدة من ستة أسطر (ميسرا). ومن أشهر الكُتّاب الأوائل الذين استخدموا هذا الشكل الشعري مير أنيس وميرزا دبير. ومن الشعراء المشهورين الآخرين الذين استخدموا هذا الشكل الشعري مولانا ألطاف حسين حالي ووحيد أخطر. ومن أبرز قصائد حالي في المسدسات قصيدة "مد وجزر الإسلام".

## طالع أيضًا
- المخمسات